# 권민지 (수영 선수)
권민지(1996년 4월 2일 ~ )는 대한민국의 수영 선수이다.

## 학력
- 서울체육고등학교

## 수상 내역
- 2012년 제93회 전국체육대회 수영 여자고등부 평영 100m 동메달
- 2012년 제93회 전국체육대회 수영 여자고등부 평영 200m 금메달
- 2012년 제93회 전국체육대회 수영 여자고등부 혼계영 400m 금메달
- 2013년 제94회 전국체육대회 수영 여자고등부 평영 100m 금메달
- 2013년 제94회 전국체육대회 수영 여자고등부 평영 200m 금메달
- 2013년 제94회 전국체육대회 수영 여자고등부 혼계영 400m 은메달